# Nicolae Stan (general)
Nicolae Stan (n. Ploiești) este un fost general-locotenent român, fost aghiotant al lui Nicolae Ceaușescu.
A fost șeful Securității Capitalei și mai târziu șeful Direcției a V-a a Securității. A fost înaintat la gradul de general-locotenent (cu 2 stele) în 7 mai 1977.

## Distincții
- Ordinul „Tudor Vladimirescu” clasa a IV-a (25 decembrie 1967) „pentru merite deosebite în opera de construire a socialismului, cu prilejul celei de-a XX-a aniversări a proclamării Republicii”[2]